# Lugon-et-l’Île-du-Carnay
Lugon-et-l’Île-du-Carnay (okzitanisch Lugon e l’Isla dòu Carnèir) ist eine südwestfranzösische Gemeinde mit 1391 Einwohnern (Stand: 1. Januar 2022) im Département Gironde in der Region Nouvelle-Aquitaine. Die Gemeinde gehört zum Arrondissement Libourne und zum Kanton Le Libournais-Fronsadais.

## Lage
Lugon-et-l’Île-du-Carnay liegt etwa 23 Kilometer nordöstlich von Bordeaux und etwa neun Kilometer westnordwestlich von Libourne an der Dordogne, die die Gemeinde im Süden begrenzt. Umgeben wird Lugon-et-l’Île-du-Carnay von den Nachbargemeinden Tarnès im Norden, Villegouge im Osten und Nordosten, Saint-Germain-de-la-Rivière im Osten, Izon im Süden, Saint-Loubès im Südwesten sowie Saint-Romain-la-Virvée und Cadillac-en-Fronsadais im Westen.

## Bevölkerungsentwicklung
| Jahr                       | 1962 | 1968 | 1975 | 1982 | 1990 | 1999 | 2006 | 2017 |
| -------------------------- | ---- | ---- | ---- | ---- | ---- | ---- | ---- | ---- |
| Einwohner                  | 852  | 816  | 829  | 973  | 1026 | 1000 | 1049 | 1281 |
| Quellen: Cassini und INSEE |      |      |      |      |      |      |      |      |

## Sehenswürdigkeiten

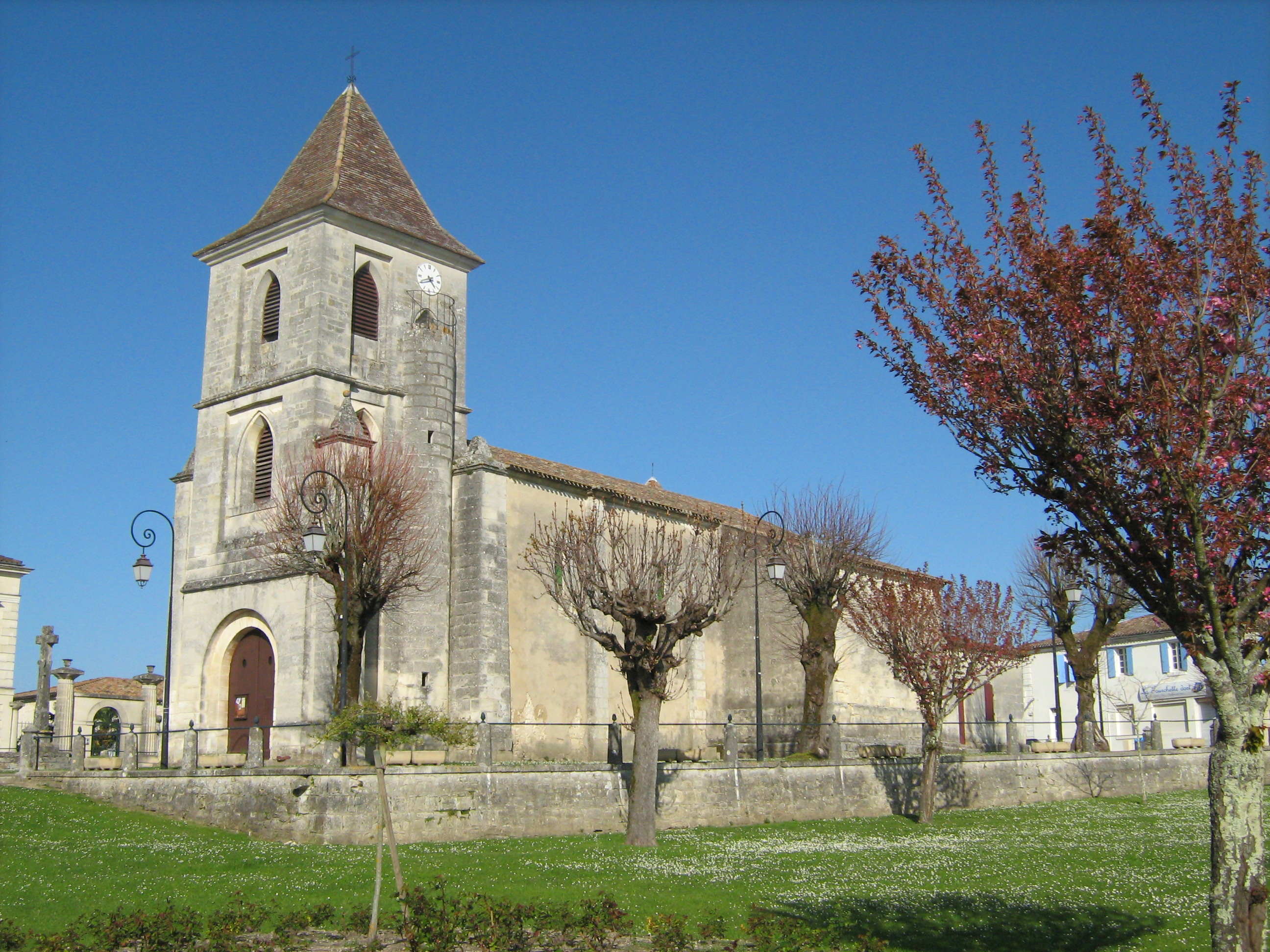
Kirche Saint-Gènes in Lugon

- Kirche Saint-Gènes in Lugon (siehe auch: Liste der Monuments historiques in Lugon-et-l’Île-du-Carnay)
- Kirche Notre-Dame in Île-du-Carnay
- Schloss Pardaillan
- Schloss Neyrac